# Osnovna šola Danile Kumar Ljubljana
Osnovna šola Danile Kumar v Ljubljani deluje v treh zgradbah na Gogalovi ulici 15. 

## Delovanje
Prvi učenci so prestopili šolski prag  jeseni 1961 leta. Do izgradnje drugega prizidka v letu 1986 je v okviru šole delovala tudi podružnična šola Ježica, ki pa je bila ustanovljena kot samostojna šola že leta 1870.
Šola na Godeževi ulici je bila kmalu po izgradnji poimenovana po domačinki Danili Kumar, ki je bila za svoja dejanja med drugo svetovno vojno proglašena za narodno herojinjo.
Od ustanovitve šola deluje kot popolna osemletka. V septembru 2003 so pričeli izvajati devetletni program. Popolna devetletka so postali leta 2008.
Od leta 1993 delujejo na šoli tudi oddelki mednarodnega programa za učence od 6 do 14 let starosti. Od jeseni 2005 pa v okviru mednarodnega programa deluje tudi mednarodni vrtec. 
Vzgojno-izobraževalni proces izvajajo slovenski vzgojitelji, vzgojiteljice in učitelji, učiteljice, v mednarodnem programu pa občasno sodelujejo tudi tuji učitelji, učiteljice.

## Ustanovitelj
Šolo je s sklepom ustanovil Okrajni ljudski odbor Bežigrada. Ustanoviteljske pravice je ob spremembi komunalne ureditve prevzela Občina Ljubljana Bežigrad in ob spremembi organizacije lokalne samouprave je 1. januarja 1995 nasledila ustanoviteljske pravice Mestna občina Ljubljana. 
Mestni Svet je na osnovi Zakona o organizaciji in financiranju vzgoje in izobraževanja sprejel Odlok o ustanovitvi javno-izobraževalnega zavoda Osnovne šole Danile Kumar in v njem opredelil organizacijo dela, šolski okoliš ter postopke volitev v Svet zavoda. V septembru 2004 pa je Mestni svet tudi določil, da šola izvaja predšolsko dejavnost za mednarodni program.  